# Rio Cachoeira (Paraná)
Der Rio Cachoeira ist ein etwa 54 km nördlicher Zufluss der Bucht von Antonina im Südosten des brasilianischen Bundesstaats Paraná.

## Etymologie
Der portugiesische Begriff Cachoeira bedeutet auf Deutsch Wasserfall.

## Geografie

### Lage
Das Einzugsgebiet des Rio Cachoeira befindet sich in der Serra do Mar und in der Küstenebene von Paraná.

### Verlauf
Sein Quellgebiet liegt im Munizip Antonina auf 1.282 m Meereshöhe etwa 25 km nördlich des Hauptorts. Es liegt am Hauptkamm der Serra do Mar zwischen dem Pico Capivari (IV) und dem Pico Guaricana (1.550 m) an dessen Nordhang. In etwa 6 km Luftlinienentfernung erhebt sich im Süden der Pico Paraná, der mit 1.877 m höchste Berg von Paraná.
Der Fluss verläuft anfangs in nördlicher Richtung. Nach etwa einem Kilometer und 400 Höhenmetern dreht er nach Osten. Er verliert jetzt auf etwa sieben Kilometern ungefähr 600 m Höhe, bis er sich nach Süden in Richtung der Küstenebene wendet. Er mündet in die Bucht von Antonina, einen Seitenarm der Bucht von Paranaguá. Er ist etwa 54 km lang.

### Nebenflüsse
von rechts, alle drei Flüsse entspringen an den Hängen des Pico Paraná:
- Rio Cotia (8 km),
- Rio Saci (6 km),
- Abfluss des Wasserkraftwerks Governador Pedro Viriato Parigot de Souza
- Rio Mergulhão (13 km)

von links:
- Rio São Sebastião (9 km)
- Rio Água Branca (6 km)
- Rio Pequeno (mit Oberlauf Rio Guarujá: 28 km)

### Munizipien im Einzugsgebiet
Der Rio Cachoeira verläuft vollständig innerhalb des Munizips Antonina.

## Wasserkraftwerk
Unterhalb der Einmündung des Rio Saci, schon in der Küstenebene, nimmt der Rio Cachoeira das Wasser des Rio Capivari auf, das im Wasserkraftwerk Usina Hidrelétrica Governador Pedro Viriato Parigot de Souza zur Erzeugung von Strom genutzt wird. Dazu wird es auf 840 m Meereshöhe durch einen 58 m hohen und 370 m langen Erddamm.aufgestaut. Der See liegt an der BR-116 etwa 50 km nordöstlich von Curitiba in Richtung São Paulo. Das Wasser wird durch einen 15,4 km langen Stollen geleitet, der durch das Felsmassiv der Serra do Mar getrieben wurde. In der 1,1 km langen Druckröhre mit 3 m Durchmesser wird das Wasser über 754 Höhenmeter mit einer Geschwindigkeit von 426 km/h in die Turbinen geführt, die eine Leistung von 260 MW erbringen.
Das Wasserkraftwerk steht in der Nähe des Dorfs Cachoeira de Cima im Munizip Antonina. Sein Abfluss verdoppelt die Wassermenge des Rio Cachoeira. Es trug ursprünglich den Namen Capivari-Cachoeira nach den beiden betroffenen Flüssen. Nach seiner Fertigstellung erhielt es den Namen von Pedro Viriato Parigot de Sousa, der zwischen 1971 und 1973 Gouverneur von Paraná und in den 1950er und 1960er Jahren auch Präsident der Copel war.